# Лейгер

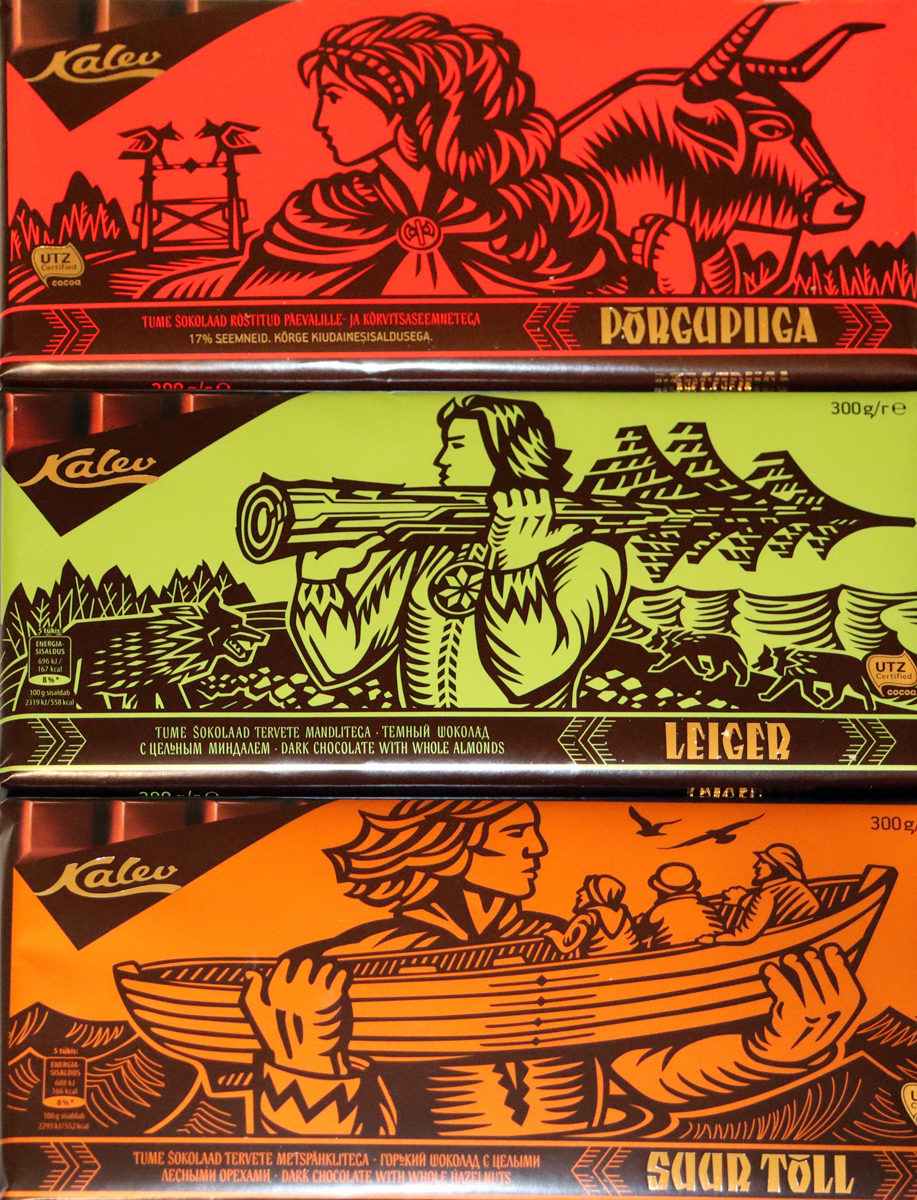
Шоколад марки Kalev: Пыргупийга,
Лейгер и Суур-Тылль

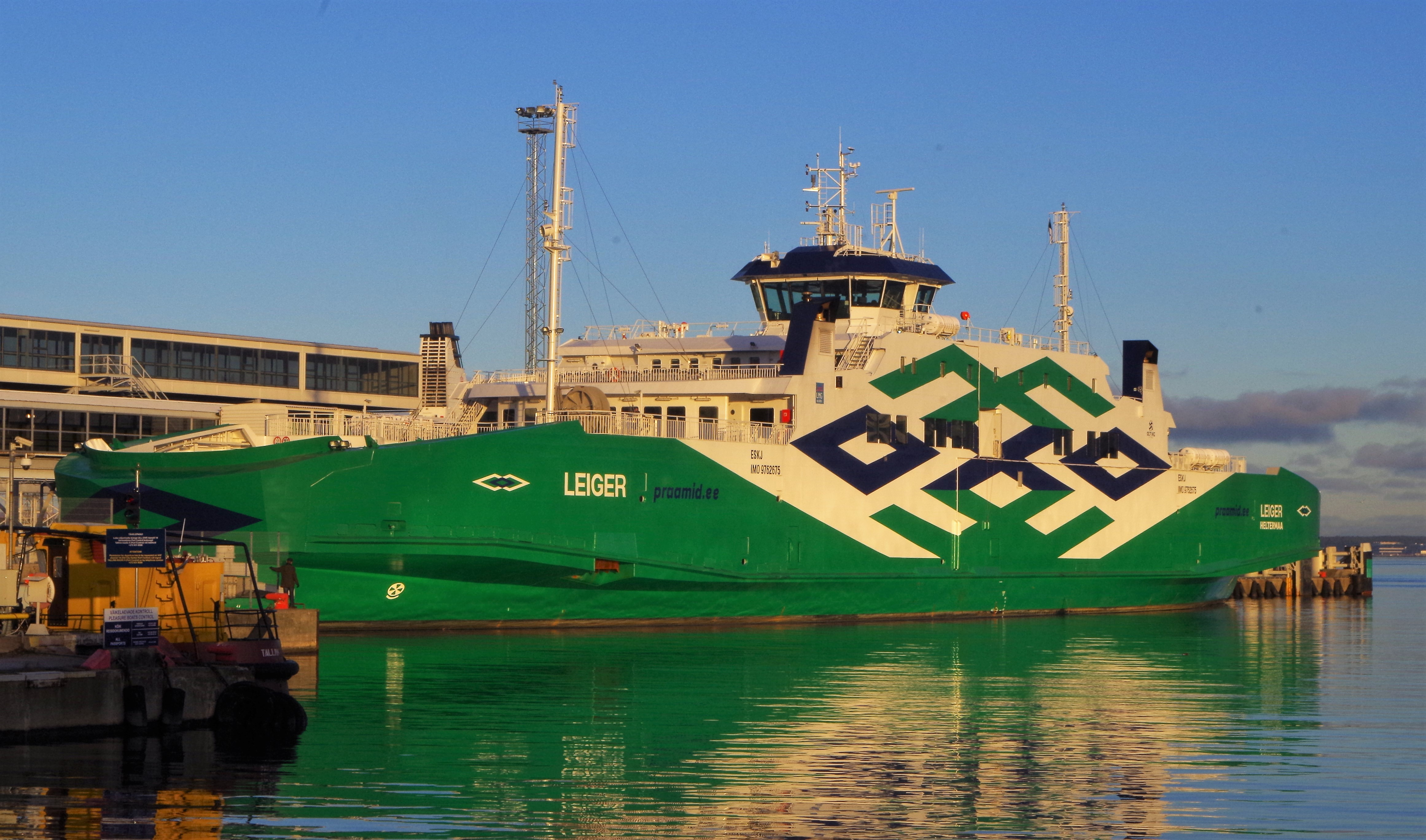
Паром «Лейгер»

Ле́йгер (эст. Leiger) — герой эстонской мифологии и эстонского фольклора, в легендах — главный герой острова Хийумаа, похожий на Суур-Тылля с острова Сааремаа. В одних сказаниях — племянник Суур-Тылля, в других — его брат, и почти такой же могучий великан. Лейгер и Суур Тылль дружили, но иногда и ссорились, так как Тылль во всём хотел главенствовать. Легенда гласит, что коса Кассари, которая тянется в море с Хийумаа — это недостроенная великаном Лейгером и его сыновьями дорога на Сааремаа, к Тыллю.
- Фото: скульптура Лейгера на Хийумаа, высота 3,5 метра, автор Калью Рейтель (Kalju Reitel)

Согласно народным сказаниям, могила Лейгера длиной семь саженей и глубиной две сажени находится на территории посёлка Кыпу.
В Балтийском море между эстонскими портами Рохукюла и Хелтермаа курсирует пассажирский паром “Leiger”, построенный в Турции и названный в честь мифологического героя.
В таллинском районе Каламая есть улица Лейгера, названная в честь мифологического великана. Её протяжённость составляет 63 метра. Имеет историческую застройку; четыре здания на улице Лейгера внесены в Государственный регистр памятников культуры Эстонии.

## Примеры народных сказаний о жизни Лейгера

### Рост и сила великана
История первая. Лейгер решил дойти пешком с Сааремаа на Хийумаа. Глубина моря составляла четыре сажени, но Лейгер всё же прошёл.
История вторая. Суур Тылль пришёл в гости к Лейгеру, чтобы померяться силами. Лейгер вышел из леса с саженью деревьев в руках, за ним следовали трое его сыновей с руками, нагруженными деревьями. Но наступил вечер, и было решено перенести испытания на следующий день. Легли спать. Ночью Сурр Тылль слышит, что Лейгер в постели поворачивается так, что окна дребезжат. Испугался Тылль (хотя он был сильнее Лейгера) и убежал. Утром Лейгер проснулся и страшно разозлился, что Тылль обманул его и удрал. Взял Лейгер бревно как палку и последовал за Тыллем, однако Тылль уже успел переправиться через залив. Лейгер всё же бросил бревно ему вслед. Бревно до сих пор стоит торчком в заливе Сяэре.
История третья. Крещёные люди стали просить Лейгера построить для них церковь. Обещали хорошо заплатить ему за работу. Лейгер начал строительство церкви в Кяйна. Работа в руках сильного мужчины кипела. Стены церкви были завершены за неделю. Прошло совсем немного времени, и церковь была полностью завершена. Тылль страшно рассердился, что Лейгер предпринял такое большое дело без его разрешения, и кинул валун в сторону церкви, но камень до неё не долетел. Он до сих пор лежит недалеко от церкви.

### Валуны
История первая. Суур Тылль часто навещал Лейгера. У Лейгера была баня в 15 километрах от церкви Кяйна, которую построил Лейгер. Тылль часто ходил попариться в эту баню, выпить пива да поесть вкусной капусты с огородов Лейгера. Но злобный великан Ванапаган не мог вытерпеть согласия между двумя воинственными силачами. Однажды, когда Суур-Тылль опять приехал в гости к Лейгеру, Ванапаган отправился ночью в Кыргессааре, набил свои карманы собранными у моря валунами, чтобы с их помощью убить Лейгера. Но когда он добрался до мызы Изабелла, в поместье три раза пропел петух. Услышав его пение, Ванапаган испугался, выкинул из кармана все камни и сбежал. А валуны, которые Ванапаган выбросил из карманов, всё ещё лежат у дороги и по сей день, и любой, кто идёт по этой дороге, может их увидеть.
История вторая. Лейгер спал в деревне Кыпу, проснулся, встал и увидел, что далеко за лесом, в деревне Кяйна, люди строят церковь. «Где это может помочь — туда я кину камень!» — с этими словами Лейгер бросил валун в сторону стройки, но камень упал чуть ближе — на гору Паэлу. Там он лежит и до сих пор.
История третья. Жена Лейгера, которой захотелось построить баню, решила отнести камни в подоле с материка на Хийумаа. Не успела она добраться до суши, как подол порвался, и камни упали в воду, образовав валун Лейгера, который сейчас находится в проливе Соэла у деревни Тохври.

### Лейгер борется с врагами
Когда чужое войско вышло с острова Вормси, Лейгер бросил в его сторону колесо от телеги, которое, упав, образовало гору Лейгера.

### Лейгер уничтожает волков
Давным-давно на острове Хийумаа было много волков. Летом они задирали домашний скот. Сказывают, что Лейгер пришел на помощь жителям острова: он вырвал с корнями большую сосну и, преследуя стаю волков, полностью уничтожил её. Так он на какое-то время освободил остров от волков. Позже волки прошли на Хийумаа с материка по льду. Другие, однако, говорят, что все волки на острове исчезли после того, как одна хийумааская ведьма прочла особое заклинание.

### Предсказания Лейгера о будущем людей
«Люди когда-нибудь станут такими слабыми, что не смогут нести даже сумку с хлебом».